# Thamnostoma macrostomum
Thamnostoma macrostomum är en nässeldjursart som beskrevs av Ernst Haeckel 1879. Thamnostoma macrostomum ingår i släktet Thamnostoma och familjen Bougainvilliidae.
Artens utbredningsområde är Indiska oceanen. Inga underarter finns listade i Catalogue of Life.